# Elsa Pataky
Elsa Pataky, nome artístico de Elsa Lafuente Medianu, (Madrid, 18 de julho de 1976) é uma atriz, modelo e produtora espanhola.

## Biografia
Elsa Lafuente Medianu nasceu em Madrid, Espanha, dia 18 de Julho de 1976, filha de Cristina Pataky Medianu, uma publicitária de ascendência romena, e José Francisco Lafuente, um químico. Tem um irmão mais novo por parte de mãe, Christian Prieto. Enquanto cursava Jornalismo na Universidad de San Pablo, Pataky também fez aulas de interpretação. Ela foi membro da companhia teatral de Madrid, Teatro Cámara de Ángel Gutiérrez. Largou a escola quando foi escalada para a série de televisão Al salir de clase. Decidiu usar o sobrenome Pataky em homenagem à sua avó materna, Rosa Pataky. Seu avô materno Mircea Medianu, um grande ator de teatro que descobriu a vocação de sua neta. 

## Carreira
Com o sucesso de Al Salir de Clase, Pataky recebeu seu primeiro convite para atuar em um filme, El arte de morir. Alguns dos filmes seguintes foram co-produzidos com o Reino Unido e a França, o que a fez começar a atuar em inglês e francês.
Pataky estrelou a série de televisão Raínha de Espadas (2000) como Senora Vera Hidalgo, mulher de Gaspar Hidalgo e amante do Capitão Grisham, aparecendo em quase todos os 22 episódios da série. 
Pataky apareceu em capas de mais de dez filmes espanhóis e mais recentemente migrou para o mercado francês com seu papel coadjuvante no sucesso de bilheterias de 2004, Iznogoud. Ela também apareceu ao lado de Samuel L. Jackson no filme Serpentes a Bordo (2006), do diretor David R. Ellis. Ela recebeu boas críticas por seu papel no filme espanhol Ninette, estrelado pelo ganhador do Oscar José Luis Garci.
Um de seus últimos trabalhos foi o filme Velozes e Furiosos 5, gravado no Rio de Janeiro. No filme, Pataky interpretou a policial "Helena Neves", recentemente viúva e que ajuda o agente "Luke Hobbs" (The Rock) a tentar prender "Dominic Toretto" (Vin Diesel) e sua gangue, que veio ao Rio para fazer um audacioso assalto. Ironicamente, Elena e Toretto terminam a história com um relacionamento amoroso.
Esteve igualmente presente nas sequências Velozes e Furiosos 6 onde aparece no começo e no fim do filme e em Velozes e Furiosos 7, sempre interpretando a policial Elena. Também está no longa Velozes e Furiosos 8, onde encontra-se aprisionada pela vilã do filme "Cipher", vivido pela atriz Charlize Theron.
Em meados de abril de 2018, Elsa começou as gravações da série original da Netflix da Austrália, Tidelands que lançará dia 14 de dezembro de 2018. Ela contracenará ao lado do ator brasileiro, Marco Pigossi e que provavelmente será seu par romântico. A série gira em torno de Cal Mcteer (Charlotte Best), uma ex presidiária que volta para cidade onde nasceu, Orphelin Bay, e começa a investigar os mistérios das mortes dos pescadores locais e descobre que os Tidelanders, como são chamadas os filhos e filhas das sereias com humanos, são os verdadeiros responsáveis pelas inúmeras mortes inexplicáveis. Adrielle Cuthbert, personagem de Elsa Pataky, será a lider das Tidelanders.

## Vida pessoal
Pataky gosta de andar de patins e snowboard e de andar a cavalo. Namorou o ator francês Michaël Youn (com quem contracenou em Iznogoud) e o ator norte-americano Adrien Brody. Ela é o rosto da campanha dos sorvetes Nestlé na Espanha. No dia 25 de dezembro de 2010, Elsa se casou com o ator Chris Hemsworth e em 11 de maio de 2012 nasceu sua primeira filha, India Rose, em Londres, Reino Unido. Dia 18 de março de 2014 nasceram os filhos gêmeos do casal, Tristan e Sasha.

## Filmografia

### Filme
| Ano  | Título                                  | Papel               | Notas          |
| ---- | --------------------------------------- | ------------------- | -------------- |
| 1997 | Solo en la buhardilla                   | Chica Revista       | curta-metragem |
| 2000 | El Arte de Morir                        | Candela             |                |
| 2000 | Tatawo                                  | Blanqui             |                |
| 2000 | Menos es Más                            | Diana               |                |
| 2001 | Sem Notícias de Deus                    | Waitress in Hell    |                |
| 2001 | Noche de Reyes                          | Marta Cuspineda     |                |
| 2002 | Peor Imposible ¿Qué Puede Fallar?       | Fátima              |                |
| 2002 | Clara                                   |                     | Telefilme      |
| 2003 | Re-Animator - Fase Terminal''           | Laura Olney         |                |
| 2003 | El Furgón                               | Nina                |                |
| 2003 | Atraco a Las 3... Y Media               | Katya               |                |
| 2004 | Romasanta - A Casa da Besta             | Bárbara             |                |
| 2004 | Tiovivo c. 1950                         | Balbina             |                |
| 2005 | Iznogoud                                | Prehti-Ouhman       |                |
| 2005 | Ninette                                 | Alejandra "Ninette" |                |
| 2005 | Un conte de Noël                        | Ekran               | Telefilme      |
| 2006 | Snakes on a Plane                       | Maria               |                |
| 2007 | Manuale d'amore 2 (Capitoli successivi) | Cecilia             |                |
| 2008 | Máncora                                 | Ximena Saavedra     |                |
| 2008 | Fugindo da Morte                        | Dany                |                |
| 2008 | Santos                                  | Laura Luna          |                |
| 2009 | Giallo - Reféns do Medo                 | Celine              |                |
| 2009 | Give 'em Hell Malone                    | Evelyn              |                |
| 2010 | Mr. Nice                                | Ilze Kadegis        |                |
| 2010 | Di Di Hollywood                         | Di Di               |                |
| 2011 | Fast Five                               | Elena               |                |
| 2011 | Where the Road Meets the Sun            | Michelle            |                |
| 2011 | Floquet de Neu                          | Bruixa del Nord     |                |
| 2011 | La Importancia de ser Ornesto           |                     | Curta-Metragem |
| 2013 | All Things to All Men                   | Sophia Peters       |                |
| 2013 | Fast & Furious 6                        | Elena               |                |
| 2013 | The Wine of Summer                      | Veronica            |                |
| 2015 | Furious 7                               | Elena               |                |
| 2017 | The Fate of the Furious                 | Elena               |                |
| 2018 | 12 Strong                               | Jean Nelson         |                |
| 2021 | Mais Dancante Do Brasil                 | Fatima              |                |
| 2022 | Interceptor                             | Capitã JJ Collins   |                |
| 2022 | Thor: Love and Thunder                  | Mulher-lobo         | participação   |

### Série
| Ano       | Título              | Papel             | Temporada - Episódio                                        |
| --------- | ------------------- | ----------------- | ----------------------------------------------------------- |
| 1995      | ¿Qué apostamos?     | Miss Vizcaya      | Episodio 7 Abril 1995                                       |
| 1998      | La Vida en el Aire  |                   | 13 episódios                                                |
| 1997-1998 | Al Salir de Clase   | Raquel Alonso     | 189 episódios                                               |
| 1998      | Tío Willy           |                   | 1ª - episódio "El Parado Casa Quiere"                       |
| 2000      | Hospital Central    | Maribel           | 1ª - episódios "Relaciones dificiles", "En la cuerda floja" |
| 2000-2001 | Queen of Swords     | Vera Hidalgo      | 22 episódios                                                |
| 2002      | Paraíso             | Luísa             | 3ª - "El Cebo"                                              |
| 2003      | 7 vidas             | Cristina          | 6ª - "La Jaula de Las Locas"                                |
| 2003-2004 | Los Serrano         | Raquel Albaladejo | 11 episódios                                                |
| 2009      | Mulheres Assassinas | Paula Moncada     | 2ª - "Ana y Paula, Ultrajadas"                              |
| 2018      | Tidelands           | Adrielle Cuthbert | 1°temporada                                                 |